# Élection présidentielle de 2005 au Burkina Faso
L'élection présidentielle de 2005 au Burkina Faso s'est tenue le 13 novembre 2005. Le président sortant, Blaise Compaoré, a été réélu avec 80 % des voix.

## Le contentieux sur la candidature de Compaoré
Compaoré, au pouvoir depuis octobre 1987, avait déjà été réélu une première fois en 1991, puis une nouvelle fois en 1998. En août 2005, il avait annoncé son intention de se porter candidat à un troisième mandat. L'opposition avait alors contesté cette annonce, sur la base de l'amendement apporté en 2000 à la Constitution, qui limite le nombre possible de mandats présidentiels à deux mandats de 5 ans (au lieu de sept ans auparavant). Les partisans de Compaoré défendaient cependant la légalité de cette candidature, en soutenant que l’amendement n'avait pas un effet rétroactif, et qu'il ne pouvait donc s'appliquer au terme de ce mandat. Cette position a été confirmée par le Conseil Constitutionnel en octobre, statuant que l'amendement ne s'appliquerait qu'à compter de la fin du mandat en cours (donc en 2005)

## Les candidats en lice
En ce qui concerne l'élection, Compaoré était largement attendu comme vainqueur (sa popularité était estimée à 61,2 %, alors que des 12 candidats en compétition, le plus susceptible de gagner, Bénéwendé Stanislas Sankara, le candidat pour la coalition Alternance 2005 ne rassemblait que 5 % de soutiens parmi la population.
Compaoré a finalement été investi Président du Faso le 20 décembre 2005 à Ouagadougou.

## Enjeux et critiques de l'élection
Les thèmes récurrents mis en avant par l'opposition au cours de la campagne étaient la liberté de la presse, la situation économique, et les tensions avec la Côte d'Ivoire.
Les 27 et 28 octobre, 18 syndicats de travailleurs appellent à une grève de 2 jours pour la hausse des salaires et des pensions, et la baisse des taxes sur les produits de première nécessité.